# Paral·lel 65° sud
El paral·lel 65° sud és una línia de latitud que es troba a 65 graus sud de la línia equatorial terrestre. Travessa l'oceà Antàrtic i l'Antàrtida.
En aquesta latitud el sol és visible durant 22 hores, 2 minut durant el solstici d'hivern i 3 hores, 35 minuts durant el solstici d'estiu.

## Geografia
En el sistema geodèsic WGS84, al nivell de 65° de latitud sud, un grau de longitud equival a 47,167 km; la longitud total del paral·lel és de 16.983 km, que és aproximadament 42,0% de la de l'equador, del que es troba a 7.211 km i a 2.791 km del pol Sud

## Arreu del món
A partir del Meridià de Greenwich i cap a l'est, el paral·lel 65° sud passa per: 
| Coordenades                             | País. Territori o mar | Notes                                                                                               |
| --------------------------------------- | --------------------- | --------------------------------------------------------------------------------------------------- |
| 65° 0′ S, 0° 0′ E / 65.000°S,0.000°E    | Oceà Antàrtic         | Al sud de l'oceà Atlàntic Al sud de l'oceà Índic Al sud de l'oceà Pacífic Al sud de l'oceà Atlàntic |
| 65° 0′ S, 63° 12′ O / 65.000°S,63.200°O | Antàrtida             | Península Antàrtica, reclamat per Argentina, Xile i Regne Unit                                      |
| 65° 0′ S, 59° 3′ O / 65.000°S,59.050°O  | Oceà Antàrtic         | Al sud de l'oceà Atlàntic                                                                           |